# 沢谷川
沢谷川（さわだにがわ）は、徳島県那賀郡那賀町を流れる那賀川水系の河川である。

## 地理
徳島県那賀郡那賀町の雲早山（1495.9m）の水源から那賀町内を経て那賀川の支流である坂州木頭川へ合流する。中流部から下流部にかけては国道193号と並行して流れている。流域には大轟の滝（とくしま88景選定）がかかり、西三子山や（1349m）やしがきの丸（1163m）等の山々が聳えている。河川ではアメゴ等の魚が釣れる。

## 名前について
「沢」も「谷」も「川」も低くなった傾斜地に水が流れているというような意味のある漢字である。したがって本河川は似たような意味の漢字が三つ並んだ名称となる。

## 支流
- 釜ヶ谷川

## 自然景勝地
- 大轟の滝
- 西三子山
- しがきの丸

## 流域の自治体
徳島県
那賀郡那賀町